# دریاچه آیگیر
دریاچه آیگیر (ترکی استانبولی: Aygır Gölü) یک دریاچه در استان بتلیس کشور ترکیه است.